# L'avventura di Fracassa
L'avventura di Fracassa è un film muto italiano del 1919 diretto da Eugenio Testa.